# Junior-VM i ishockey 2016
Juniorverdensmesterskabet i ishockey 2016 var det 40. junior-VM i ishockey. Mesterskabet havde deltagelse af 40 hold og blev afviklet i form af seks niveauopdelte turneringer i løbet af december 2015 og januar 2016.
Mesterskabet for de bedste 10 hold afvikledes to arenaer i Helsinki, Finland i perioden 26. december 2015 - 5. januar 2016. Finland var junior-VM-værtsland for sjette gang, og Helsinki havde også været værtsby ved de fem tidligere mesterskaber afholdt i "de tusind søers land".
VM-titlen blev vundet af værtslandet Finland, som i finalen besejrede Rusland med 4-3 efter forlænget spilletid. Rusland fik udlignet finnernes 3-2-føring blot 6 sekunder inden udløbet af den ordinære spilletid, men værternes Kasperi Kapanen afgjorde mesterskabet med sin scoring til 4-3 efter 1:33 af den forlængede spilletid. Dermed sikrede Finlands U.20-ishockeylandshold sig mesterskabstitlen for fjerde gang i alt og for anden gang siden 2014, hvor holdet senest triumferede ved mesterskabet i Malmö. Bronzemedaljerne gik til USA, som vandt 8-3 over Sverige i bronzekampen.
De forsvarende mestre fra Canada tabte allerede i kvartfinalen til de senere mestre fra Finland, og det betød at holdet fra ishockeyens moderland for første gang siden 1998 endte uden for top 4. Til gengæld blev det betragtet som en succes, at Danmark for andet junior-VM i træk formåede at kvalificere sig til kvartfinalerne. Her måtte danskerne imidlertid strække våben mod Rusland, men først efter at de senere finalister 44 sekunder før tid havde udlignet den danske 3-2-føring og derefter afgjort kampen 5 minutter inde i den forlængede spilletid.

## Topdivisionen
I topdivisionen spillede 10 hold om det egentlige verdensmesterskab.

### Hold
Turneringen havde deltagelse af de ni bedste hold fra junior-VM 2015 og vinderen af 1. division gruppe A ved junior-VM 2015.
| Hold         | Kvalificeret som                                  |
| ------------ | ------------------------------------------------- |
| Canada       | Vinder af junior-VM 2015                          |
| Rusland      | Nr. 2 ved junior-VM 2015                          |
| Slovakiet    | Nr. 3 ved junior-VM 2015                          |
| Sverige      | Nr. 4 ved junior-VM 2015                          |
| USA          | Nr. 5 ved junior-VM 2015                          |
| Tjekkiet     | Nr. 6 ved junior-VM 2015                          |
| Finland      | Nr. 7 ved junior-VM 2015                          |
| Danmark      | Nr. 8 ved junior-VM 2015                          |
| Schweiz      | Nr. 9 ved junior-VM 2015                          |
| Hviderusland | Vinder af 1. division gruppe A ved junior-VM 2015 |

### Arenaer
Turneringen afvikledes i to arenaer i Helsinki, Finland.
- Hartwall Arena, der normalt var hjemmebane for KHL-holdet Jokerit, og som havde plads til 13.665 tilskuere.
- Helsingin Jäähalli, der var hjemmebane for Helsingfors IFK, og hvis tilskuerkapacitet var 8.200.

### Format
Holdene spillede først en indledende runde, hvor de 10 hold var inddelt i to grupper med fem hold i hver. I hver gruppe spillede holdene en enkeltturnering alle-mod-alle, og de fire bedste hold i hver gruppe gik videre til kvartfinalerne. De to hold, der sluttede på femtepladserne i de to indledende grupper, gik videre til nedrykningskampen, der blev spillet bedst af tre kampe. Vinderen af nedrykningsserien sikrede sig endnu et år i den bedste division, mens taberen blev rykket ned i 1. division gruppe A.

### Resultater

#### Indledende runde
Gruppe A
Kampene i gruppe A blev spillet i Helsingin Jäähalli.
| Dato         | Kl.   | Kamp              | Res.  | Perioder      | OT  | GWS |
| ------------ | ----- | ----------------- | ----- | ------------- | --- | --- |
| 26. december | 16:00 | Schweiz - Sverige | 3−8   | 1-3, 1-3, 1-2 |     |     |
| 26. december | 20:00 | USA - Canada      | 4−2   | 0-0, 1-1, 3-1 |     |     |
| 27. december | 20:00 | Danmark - Schweiz | 2−1   | 0-1, 0-0, 2-0 |     |     |
| 28. december | 16:00 | Sverige - USA     | 1−0   | 0-0, 1-0, 0-0 |     |     |
| 28. december | 20:00 | Canada - Danmark  | 6−1   | 1-1, 4-0, 1-0 |     |     |
| 29. december | 20:00 | Schweiz - Canada  | 2−3   | 2-1, 0-1, 0-0 | 0-0 | 0-1 |
| 30. december | 16:00 | Sverige - Danmark | 5−0   | 2-0, 1-0, 2-0 |     |     |
| 30. december | 20:00 | USA - Schweiz     | 10−10 | 6-0, 4-1, 0-0 |     |     |
| 31. december | 16:00 | Danmark - USA     | 1−4   | 1-1, 0-1, 0-2 |     |     |
| 31. december | 20:00 | Canada - Sverige  | 2−5   | 1-2, 0-1, 1-2 |     |     |

| Hold    | Kampe | V3 | V2 | T1 | T0 | Mål   | Point |
| ------- | ----- | -- | -- | -- | -- | ----- | ----- |
| Sverige | 4     | 4  | 0  | 0  | 0  | 18-51 | 12    |
| USA     | 4     | 3  | 0  | 0  | 1  | 18-51 | 9     |
| Canada  | 4     | 1  | 1  | 0  | 2  | 13-12 | 5     |
| Danmark | 4     | 1  | 0  | 0  | 3  | 14-16 | 3     |
| Schweiz | 4     | 0  | 0  | 1  | 3  | 07-23 | 1     |

Gruppe B
Kampene i gruppe B spilledes i Hartwall Arena.
| Dato         | Kl.   | Kamp                     | Res. | Perioder      | OT  | GWS |
| ------------ | ----- | ------------------------ | ---- | ------------- | --- | --- |
| 26. december | 14:00 | Tjekkiet - Rusland       | 1−2  | 0-0, 1-0, 0-1 | 0-0 | 0-1 |
| 26. december | 18:00 | Finland - Hviderusland   | 6−0  | 0-0, 1-0, 5-0 |     |     |
| 27. december | 16:00 | Hviderusland - Slovakiet | 2−4  | 1-1, 1-1, 0-2 |     |     |
| 28. december | 14:00 | Slovakiet - Tjekkiet     | 0−2  | 0-0, 0-1, 0-1 |     |     |
| 28. december | 18:00 | Rusland - Finland        | 6−4  | 1-2, 4-1, 1-1 |     |     |
| 29. december | 16:00 | Hviderusland - Rusland   | 1−4  | 0-3, 0-0, 1-1 |     |     |
| 30. december | 14:00 | Tjekkiet - Hviderusland  | 5−3  | 1-0, 1-3, 3-0 |     |     |
| 30. december | 18:00 | Slovakiet - Finland      | 3−8  | 2-1, 0-2, 1-5 |     |     |
| 31. december | 14:00 | Rusland - Slovakiet      | 2−1  | 1-0, 1-1, 0-0 |     |     |
| 31. december | 18:00 | Finland - Tjekkiet       | 5−4  | 0-0, 3-3, 2-1 |     |     |

| Hold             | Kampe | V3 | V2 | T1 | T0 | Mål     | Point |
| ---------------- | ----- | -- | -- | -- | -- | ------- | ----- |
| Rusland          | 4     | 3  | 1  | 0  | 0  | 14-71   | 11    |
| Finland          | 4     | 3  | 0  | 0  | 1  | 123-130 | 9     |
| Tjekkiet         | 4     | 2  | 0  | 1  | 1  | 12-10   | 7     |
| Slovakiet        | 4     | 1  | 0  | 0  | 3  | 18-14   | 3     |
| Hviderusland (O) | 4     | 0  | 0  | 0  | 4  | 16-19   | 0     |

#### Nedrykningskampe
Nedrykningskampene havde deltagelse af de to hold, der endte på femtepladserne i de to indledende grupper, Schweiz og Hviderusland. Holdene spillede en serie bedst af tre kampe. Schweizerne vandt serien med 2-0 i kampe og sikerede sig dermed endnu et år i junior-VM's bedste række, mens hviderusserne rykkede ned i 1. division gruppe A efter kun ét år på højeste niveau.
| Dato      | Kl.   | Kamp                   | Res.         | Perioder      | OT           | GWS          |
| --------- | ----- | ---------------------- | ------------ | ------------- | ------------ | ------------ |
| 2. januar | 12:00 | Schweiz - Hviderusland | 5−1          | 0-1, 2-0, 3-0 |              |              |
| 3. januar | 12:00 | Hviderusland - Schweiz | 2−6          | 2-3, 0-3, 0-0 |              |              |
| 5. januar | 12:00 | Schweiz - Hviderusland | Ikke spillet | Ikke spillet  | Ikke spillet | Ikke spillet |

#### Slutspil
Slutspillet havde deltagelse af de otte hold, der sluttede blandt de fire bedste i de indledende grupper.
|  | Kvartfinaler | Kvartfinaler | Kvartfinaler |         |         | Semifinaler | Semifinaler | Semifinaler |            |            | Finale     | Finale     | Finale |
|  |              |              |              |         |         |             |             |             |            |            |            |            |        |
|  | A1           | Sverige      | 6            |         |         |             |             |             |            |            |            |            |        |
|  | B4           | Slovakiet    | 0            |         |         |             |             |             |            |            |            |            |        |
|  | B4           | Slovakiet    | 0            |         | A1      | Sverige     | 1           |             |            |            |            |            |        |
|  |              |              |              |         | A1      | Sverige     | 1           |             |            |            |            |            |        |
|  |              | B2           | Finland      | 2       |         |             |             |             |            |            |            |            |        |
|  | B2           | B2           | Finland      | 2       | Finland | 6           |             |             |            |            |            |            |        |
|  | B2           |              |              |         | Finland | 6           |             |             |            |            |            |            |        |
|  | A3           | Canada       | 5            |         |         |             |             |             |            |            |            |            |        |
|  |              |              |              |         |         |             |             |             |            |            | B2         | Finland    | 4      |
|  |              |              | B1           | Rusland | 3       |             |             |             |            |            |            |            |        |
|  | B1           | Rusland      | 4            |         |         |             |             |             |            |            |            |            |        |
|  | A4           | Danmark      | 3            |         |         |             |             |             |            |            |            |            |        |
|  | A4           | Danmark      | 3            |         | B1      | Rusland     | 2           |             | Bronzekamp | Bronzekamp | Bronzekamp | Bronzekamp |        |
|  |              |              |              |         | B1      | Rusland     | 2           |             | Bronzekamp | Bronzekamp | Bronzekamp | Bronzekamp |        |
|  |              | A2           | USA          | 1       |         |             |             |             |            |            |            |            |        |
|  | A2           | A2           | USA          | 1       | USA     | 7           |             | A1          | Sverige    | 3          |            |            |        |
|  | A2           |              |              |         | USA     | 7           |             | A1          | Sverige    | 3          |            |            |        |
|  | B3           | Tjekkiet     | 0            |         |         |             |             |             |            |            | A2         | USA        | 8      |

Kvartfinaler
| Dato      | Kl.   | Kamp                | Res. | Perioder      | OT  | GWS |
| --------- | ----- | ------------------- | ---- | ------------- | --- | --- |
| 2. januar | 14:00 | Rusland - Danmark   | 4−3  | 1-0, 0-2, 2-1 | 1-0 |     |
| 2. januar | 16:00 | Sverige - Slovakiet | 6−0  | 2-0, 1-0, 3-0 |     |     |
| 2. januar | 18:00 | Finland - Canada    | 6−5  | 1-2, 3-1, 2-2 |     |     |
| 2. januar | 20:00 | USA - Tjekkiet      | 7−0  | 2-0, 3-0, 2-0 |     |     |

Semifinaler
| Dato      | Kl.   | Kamp              | Res. | Perioder      | OT | GWS |
| --------- | ----- | ----------------- | ---- | ------------- | -- | --- |
| 4. januar | 16:00 | Sverige - Finland | 1−2  | 1-0, 0-2, 0-0 |    |     |
| 4. januar | 20:00 | Rusland - USA     | 2−1  | 0-1, 2-0, 0-0 |    |     |

Bronzekamp
| Dato      | Kl.   | Kamp          | Res. | Perioder      | OT | GWS |
| --------- | ----- | ------------- | ---- | ------------- | -- | --- |
| 5. januar | 16:00 | Sverige - USA | 3−8  | 2-2, 0-4, 1-2 |    |     |

Finale
| Dato      | Kl.   | Kamp              | Res. | Perioder      | OT  | GWS |
| --------- | ----- | ----------------- | ---- | ------------- | --- | --- |
| 5. januar | 20:30 | Rusland - Finland | 3−4  | 1-0, 0-0, 2-3 | 0-1 |     |

### Samlet rangering
| Plac.  | Hold         | Kommentar                                  |
| ------ | ------------ | ------------------------------------------ |
| Guld   | Finland      |                                            |
| Sølv   | Rusland      |                                            |
| Bronze | USA          |                                            |
| 4.     | Sverige      |                                            |
| 5.     | Tjekkiet     |                                            |
| 6.     | Canada       |                                            |
| 7.     | Slovakiet    |                                            |
| 8.     | Danmark      |                                            |
| 9.     | Schweiz      |                                            |
| 10.    | Hviderusland | Nedrykning til 1. division gruppe A i 2017 |

### Medaljevindere
| Guld | Sølv | Bronze |
| --- | --- | --- |
| Finland | Rusland | USA |
| Kaapo Kähkönen Veini Vehviläinen Emil Larmi Sami Niku Miro Keskitalo Olli Juolevi Eetu Sopanen Joni Tuulola Niko Mikkola Vili Saarijärvi Jesse Puljujärvi Roope Hintz Kasper Björkqvist Miska Siiskonen Mikko Rantanen Aleksi Saarela Sebastian Aho Antti Kalapudas Sebastian Repo Kasperi Kapanen Julius Nättinen Juho Lammikko Patrik Laine | Ilja Samsonov Maksim Tretjak Aleksandr Georgijev Sergej Bojkov Dmitrij Sergejev Damir Sjaripzjanov Ivan Provorov Aleksandr Mikulovitj Jegor Voronkov Jegor Rykov Nikita Zjuldikov Jevgenij Svetjnikov Andrej Svetlakov Maksim Lazarev Pavel Kraskovskij Aleksandr Polunin Vladislav Kamenev Kirill Kaprizov Radel Fazlejev Andrej Kuzmenko Artur Lauta Aleksandr Dergatjov Jegor Korsjkov | Alex Nedeljkovic Brandon Halverson Chad Krys Brandon Fortunato Louis Belpedio Zach Werenski Will Borgen Charlie McAvoy, Jr. Brandon Carlo Matthew Tkachuk Nick Schmaltz Anders Bjork Christian Dvorak Alex Debrincat Scott Eansor Ryan MacInnis Colin White Ryan Donato Ryan Hitchcock Brock Boeser Sonny Milano Auston Matthews |

### Hædersbevisninger

#### Bedste spillere
Turneringens bedste spiller på hver sin position blev kåret af turneringsledelsen.
| Position       | Spiller          |
| -------------- | ---------------- |
| Bedste målmand | Linus Söderström |
| Bedste back    | Zack Werenski    |
| Bedste forward | Jesse Puljujärvi |

#### All star-hold og MVP
Turneringens all star-hold og MVP blev kåret af medierne.
| Position | Spiller          |
| -------- | ---------------- |
| Målmand  | Linus Söderström |
| Backs    | Olli Juolevi     |
| Backs    | Zack Werenski    |
| Forwards | Jesse Puljujärvi |
| Forwards | Patrik Laine     |
| Forwards | Auston Matthews  |

Jesse Puljujärvi blev kåret som mesterskabets MVP.

### Statistik

#### Topscorliste
| Spiller            | Point | Mål | Assists |
| ------------------ | ----- | --- | ------- |
| Jesse Puljujärvi   | 17    | 5   | 12      |
| Sebastian Aho      | 14    | 5   | 9       |
| Patrik Laine       | 13    | 7   | 6       |
| Auston Matthews    | 11    | 7   | 4       |
| Matthew Tkachuk    | 11    | 4   | 7       |
| Alexander Nylander | 9     | 4   | 5       |
| Zach Werenski      | 9     | 2   | 7       |
| Denis Malgin       | 9     | 1   | 8       |
| Olli Juolevi       | 9     | 0   | 9       |

#### Bedste målmænd
| Spiller             | Rednings-% | Skud | Redninger |
| ------------------- | ---------- | ---- | --------- |
| Linus Söderström    | 94,70 %    | 132  | 125       |
| Alex Nedeljkovic    | 94,27 %    | 157  | 148       |
| Thomas Lillie       | 91,45 %    | 117  | 107       |
| Kaapo Kähkönen      | 90,91 %    | 99   | 90        |
| Adam Huska          | 89,89 %    | 188  | 169       |
| Aleksandr Georgijev | 89,84 %    | 128  | 115       |

## 1. division gruppe A
1. division gruppe A var andet niveau i junior-VM-hierarkiet. Turneringen blev spillet i Eissportzentrum Kagran i Wien, Østrig i perioden 13. - 19. december 2015 og havde deltagelse af seks hold, der spillede en enkeltturnering alle-mod-alle. Holdene spillede om én oprykningsplads til topdivisionen og om at undgå én nedrykningsplads til 1. division gruppe B.
Turneringen blev vundet af Letland, som dermed sikrede sig oprykning til turneringen på højeste niveau ved junior-VM 2017, mens Italien endte på sjettepladsen og dermed blev nedrykket til 1. division gruppe B.
| Dato         | Kl.   | Kamp                  | Res.  | Perioder      | OT  | GWS |
| ------------ | ----- | --------------------- | ----- | ------------- | --- | --- |
| 13. december | 13:00 | Kasakhstan - Tyskland | 2−3   | 0-0, 1-2, 1-1 |     |     |
| 13. december | 16:30 | Italien - Norge       | 01−10 | 1-3, 0-2, 0-5 |     |     |
| 13. december | 20:00 | Østrig - Letland      | 2−6   | 0-3, 1-3, 1-0 |     |     |
| 14. december | 13:00 | Tyskland - Italien    | 2−1   | 1-0, 1-1, 0-0 |     |     |
| 14. december | 16:30 | Letland - Kasakhstan  | 5−3   | 0-2, 1-0, 4-1 |     |     |
| 14. december | 20:00 | Norge - Østrig        | 3−4   | 3-2, 0-0, 0-2 |     |     |
| 16. december | 13:00 | Norge - Letland       | 1−2   | 1-0, 0-1, 0-0 | 0-0 | 0-1 |
| 16. december | 16:30 | Kasakhstan - Italien  | 7−0   | 1-0, 5-0, 1-0 |     |     |
| 16. december | 20:00 | Tyskland - Østrig     | 1−3   | 0-1, 1-0, 0-2 |     |     |
| 17. december | 13:00 | Norge - Kasakhstan    | 3−4   | 2-0, 1-2, 0-1 | 0-0 | 0-1 |
| 17. december | 16:30 | Letland - Tyskland    | 4−1   | 2-0, 1-1, 1-0 |     |     |
| 17. december | 20:00 | Italien - Østrig      | 3−7   | 0-1, 0-4, 3-2 |     |     |
| 19. december | 13:00 | Letland - Italien     | 3−0   | 1-0, 0-0, 2-0 |     |     |
| 19. december | 16:30 | Tyskland - Norge      | 3−4   | 0-0, 3-0, 0-3 | 0-0 | 0-1 |
| 19. december | 20:00 | Østrig - Kasakhstan   | 2−5   | 1-2, 0-2, 1-1 |     |     |

| Hold           | Kampe | V3 | V2 | T1 | T0 | Mål   | Point |
| -------------- | ----- | -- | -- | -- | -- | ----- | ----- |
| Letland        | 5     | 4  | 1  | 0  | 0  | 20-70 | 14    |
| Østrig         | 5     | 3  | 0  | 0  | 2  | 18-18 | 9     |
| Kasakhstan (O) | 5     | 2  | 1  | 0  | 2  | 21-13 | 8     |
| Norge          | 5     | 1  | 1  | 2  | 1  | 21-14 | 7     |
| Tyskland (N)   | 5     | 2  | 0  | 1  | 2  | 10-14 | 7     |
| Italien        | 5     | 0  | 0  | 0  | 5  | 05-29 | 0     |

## 1. division gruppe B
1. division gruppe B var tredje niveau i junior-VM-hierarkiet. Turneringen blev spillet i Palais des Sports i Megève, Frankrig i perioden 12. - 18. december 2015. Turneringen skulle egentlig have haft deltagelse af seks hold, men det japanske hold meldte afbud, så den endte med at blive gennemført med de resterende fem hold. Holdene spillede en enkeltturnering alle-mod-alle om én oprykningsplads til 1. division gruppe A, mens Japan blev nedrykket til 2. division gruppe A.
Turneringen blev vundet af Frankrig, der sluttede på samme antal point som Polen og Storbritannien, og som dermed kvalificerede sig til 1. division gruppe A i 2017.
| Dato         | Kl.   | Kamp                       | Res. | Perioder      | OT  | GWS |
| ------------ | ----- | -------------------------- | ---- | ------------- | --- | --- |
| 12. december | 15:30 | Storbritannien - Slovenien | 3−2  | 0-0, 0-1, 2-1 | 1-0 |     |
| 12. december | 19:00 | Frankrig - Ukraine         | 3−2  | 1-0, 1-2, 0-0 | 1-0 |     |
| 13. december | 15:30 | Polen - Storbritannien     | 9−3  | 3-0, 3-1, 3-2 |     |     |
| 13. december | 19:00 | Slovenien - Frankrig       | 1−4  | 0-1, 0-1, 1-2 |     |     |
| 15. december | 15:30 | Ukraine - Polen            | 0−1  | 0-0, 0-0, 0-0 | 0-1 |     |
| 15. december | 19:00 | Storbritannien - Frankrig  | 4−3  | 1-2, 1-1, 2-0 |     |     |
| 16. december | 15:30 | Ukraine - Storbritannien   | 2−3  | 1-0, 0-1, 1-2 |     |     |
| 16. december | 19:00 | Polen - Slovenien          | 3−0  | 0-0, 2-0, 1-0 |     |     |
| 18. december | 15:30 | Slovenien - Ukraine        | 3−5  | 0-1, 1-3, 2-1 |     |     |
| 18. december | 19:00 | Polen - Frankrig           | 2−7  | 0-1, 1-3, 1-3 |     |     |

| Hold               | Kampe            | V3               | V2               | T1               | T0               | Mål              | Point            |
| ------------------ | ---------------- | ---------------- | ---------------- | ---------------- | ---------------- | ---------------- | ---------------- |
| Frankrig           | 4                | 2                | 1                | 0                | 1                | 17-91            | 8                |
| Polen              | 4                | 2                | 1                | 0                | 1                | 15-10            | 8                |
| Storbritannien (O) | 4                | 2                | 1                | 0                | 1                | 13-16            | 8                |
| Ukraine            | 4                | 1                | 0                | 2                | 1                | 19-10            | 5                |
| Slovenien (N)      | 4                | 0                | 0                | 1                | 3                | 16-15            | 1                |
| Japan              | Stillede ikke op | Stillede ikke op | Stillede ikke op | Stillede ikke op | Stillede ikke op | Stillede ikke op | Stillede ikke op |

## 2. division gruppe A
2. division gruppe A var fjerde niveau i junior-VM-hierarkiet. Turneringen blev spillet i Elektrėnai Arena i Elektrėnai, Litauen i perioden 13. - 19. december 2015 med deltagelse af seks hold, der spillede en enkeltturnering alle-mod-alle. Holdene spillede om én oprykningsplads til 1. division gruppe B og om at undgå én nedrykningsplads til 2. division gruppe B.
Turneringen blev vundet af Ungarn, som dermed sikrede sig oprykning til 1. division gruppe B ved junior-VM 2017, mens Sydkorea endte på sjettepladsen og dermed blev nedrykket til 2. division gruppe B.
| Dato         | Kl.   | Kamp                | Res.    | Perioder      | OT  | GWS |
| ------------ | ----- | ------------------- | ------- | ------------- | --- | --- |
| 13. december | 13:00 | Kroatien - Holland  | 5−2     | 1-0, 3-0, 1-2 |     |     |
| 13. december | 16:30 | Sydkorea - Ungarn   | 2−8     | 0-2, 1-2, 1-4 |     |     |
| 13. december | 20:00 | Litauen - Estland   | 6−5     | 2-1, 2-1, 2-3 |     |     |
| 14. december | 13:00 | Ungarn - Holland    | 7−5     | 1-2, 4-3, 2-0 |     |     |
| 14. december | 16:30 | Estland - Kroatien  | 6−3     | 0-0, 4-1, 2-2 |     |     |
| 14. december | 20:00 | Litauen - Sydkorea  | 2−1     | 0-1, 0-0, 1-0 | 0-0 | 1-0 |
| 16. december | 13:00 | Ungarn - Estland    | 6−0     | 3-0, 1-0, 2-0 |     |     |
| 16. december | 16:30 | Sydkorea - Holland  | 2−3     | 1-0, 1-1, 0-1 | 0-0 | 0-1 |
| 16. december | 20:00 | Litauen - Kroatien  | 4−1     | 0-0, 2-1, 2-0 |     |     |
| 18. december | 13:00 | Estland - Sydkorea  | 011−811 | 5-3, 3-4, 3-1 |     |     |
| 18. december | 16:30 | Kroatien - Ungarn   | 0−7     | 0-3, 0-2, 0-2 |     |     |
| 18. december | 20:00 | Holland - Litauen   | 1−4     | 0-1, 0-1, 1-2 |     |     |
| 19. december | 13:00 | Sydkorea - Kroatien | 2−4     | 1-3, 1-0, 0-1 |     |     |
| 19. december | 16:30 | Holland - Estland   | 3−5     | 1-1, 1-2, 1-2 |     |     |
| 19. december | 20:00 | Ungarn - Litauen    | 8−2     | 1-1, 4-0, 3-1 |     |     |

| Hold         | Kampe | V3 | V2 | T1 | T0 | Mål     | Point |
| ------------ | ----- | -- | -- | -- | -- | ------- | ----- |
| Ungarn (N)   | 5     | 5  | 0  | 0  | 0  | 36-90   | 15    |
| Litauen      | 5     | 3  | 1  | 0  | 1  | 18-16   | 11    |
| Estland      | 5     | 3  | 0  | 0  | 2  | 27-26   | 9     |
| Kroatien (O) | 5     | 2  | 0  | 0  | 3  | 13-21   | 6     |
| Holland      | 5     | 0  | 1  | 0  | 4  | 014-231 | 2     |
| Sydkorea     | 5     | 0  | 0  | 2  | 3  | 015-281 | 2     |

## 2. division gruppe B
2. division gruppe B var femte niveau i junior-VM-hierarkiet. Turneringen blev spillet i arenaen SPENS i Novi Sad, Serbien i perioden 17. - 23. januar 2016 med deltagelse af seks hold, der spillede en enkeltturnering alle-mod-alle om én oprykningsplads til 2. division gruppe A og om at undgå én nedrykningsplads til 3. division.
Turneringen blev vundet af Rumænien, som i den afgørende kamp om førstepladsen besejrede Spanien med 6-5, og som dermed sikrede sig oprykning til 2. division gruppe A ved junior-VM 2017, mens Kina endte på sjettepladsen og dermed blev nedrykket til 3. division.
| Dato       | Kl.   | Kamp                  | Res.  | Perioder      | OT  | GWS |
| ---------- | ----- | --------------------- | ----- | ------------- | --- | --- |
| 17. januar | 13:00 | Australien - Rumænien | 0−8   | 0-2, 0-4, 0-2 |     |     |
| 17. januar | 16:30 | Kina - Belgien        | 0−5   | 0-2, 0-2, 0-1 |     |     |
| 17. januar | 20:30 | Spanien - Serbien     | 4−1   | 0-0, 1-0, 3-1 |     |     |
| 18. januar | 13:00 | Rumænien - Belgien    | 6−2   | 1-0, 2-0, 3-2 |     |     |
| 18. januar | 16:30 | Spanien - Australien  | 9−3   | 4-1, 4-1, 1-1 |     |     |
| 18. januar | 20:00 | Serbien - Kina        | 10−01 | 3-0, 5-0, 2-0 |     |     |
| 20. januar | 13:00 | Spanien - Kina        | 10−10 | 3-0, 3-1, 4-0 |     |     |
| 20. januar | 16:30 | Australien - Belgien  | 0−6   | 0-1, 0-3, 0-2 |     |     |
| 20. januar | 20:00 | Rumænien - Serbien    | 5−4   | 2-1, 0-1, 2-2 | 1-0 |     |
| 21. januar | 13:00 | Belgien - Spanien     | 1−6   | 1-2, 0-2, 0-2 |     |     |
| 21. januar | 16:30 | Kina - Rumænien       | 13−12 | 1-3, 0-8, 2-1 |     |     |
| 21. januar | 20:00 | Serbien - Australien  | 10−01 | 6-0, 3-0, 1-0 |     |     |
| 23. januar | 13:00 | Australien - Kina     | 8−2   | 3-0, 1-2, 4-0 |     |     |
| 23. januar | 16:30 | Rumænien - Spanien    | 6−5   | 2-1, 1-1, 3-3 |     |     |
| 23. januar | 20:00 | Belgien - Serbien     | 0−9   | 0-2, 0-3, 0-4 |     |     |

| Hold         | Kampe | V3 | V2 | T1 | T0 | Mål       | Point |
| ------------ | ----- | -- | -- | -- | -- | --------- | ----- |
| Rumænien (N) | 5     | 4  | 1  | 0  | 0  | 37-14     | 14    |
| Spanien      | 5     | 4  | 0  | 0  | 1  | 34-12     | 12    |
| Serbien      | 5     | 3  | 0  | 1  | 1  | 34-90     | 10    |
| Belgien      | 5     | 2  | 0  | 0  | 3  | 14-21     | 6     |
| Australien   | 5     | 1  | 0  | 0  | 4  | 0011-3511 | 3     |
| Kina (O)     | 5     | 0  | 0  | 0  | 5  | 06-45     | 0     |

## 3. division
3. division var sjette niveau i junior-VM-hierarkiet. Turneringen blev spillet i Mexico City, Mexico i perioden 15. - 24. januar 2016 med deltagelse af syv hold, der spillede en enkeltturnering alle-mod-alle. Holdene spillede om én oprykningsplads til 2. division gruppe B, og den gik til værtslandet Sydafrika.
| Dato       | Kl.   | Kamp                    | Res.  | Perioder      | OT  | GWS |
| ---------- | ----- | ----------------------- | ----- | ------------- | --- | --- |
| 15. januar | 13:00 | New Zealand - Bulgarien | 1−4   | 0-2, 1-0, 0-2 |     |     |
| 15. januar | 16:15 | Sydafrika - Tyrkiet     | 10−10 | 0-5, 0-3, 0-2 |     |     |
| 15. januar | 20:30 | Mexico - Israel         | 6−5   | 1-2, 4-2, 1-1 |     |     |
| 16. januar | 17:00 | Island - Bulgarien      | 2−4   | 1-2, 1-1, 0-1 |     |     |
| 16. januar | 20:15 | Israel - New Zealand    | 2−6   | 0-1, 2-2, 0-3 |     |     |
| 17. januar | 20:00 | Tyrkiet - Mexico        | 2−3   | 1-0, 1-0, 0-3 |     |     |
| 18. januar | 13:00 | Island - Israel         | 6−5   | 2-1, 1-1, 2-3 | 0-0 | 1-0 |
| 18. januar | 16:15 | Sydafrika - Bulgarien   | 2−4   | 0-2, 1-1, 1-1 |     |     |
| 18. januar | 20:00 | New Zealand - Tyrkiet   | 3−2   | 0-0, 2-0, 1-2 |     |     |
| 19. januar | 13:00 | Israel - Sydafrika      | 17−01 | 5-0, 5-0, 7-0 |     |     |
| 19. januar | 16:15 | Tyrkiet - Island        | 3−0   | 0-0, 1-0, 2-0 |     |     |
| 19. januar | 20:00 | Bulgarien - Mexico      | 0−3   | 0-2, 0-0, 0-1 |     |     |
| 21. januar | 13:00 | Israel - Bulgarien      | 4−3   | 1-1, 2-1, 1-1 |     |     |
| 21. januar | 16:15 | Island - Sydafrika      | 7−2   | 3-0, 2-1, 2-1 |     |     |
| 21. januar | 20:00 | New Zealand - Mexico    | 1−2   | 1-1, 0-1, 0-0 |     |     |
| 22. januar | 13:00 | Bulgarien - Tyrkiet     | 3−1   | 1-0, 1-0, 1-1 |     |     |
| 22. januar | 16:15 | Sydafrika - New Zealand | 01−12 | 1-2, 0-6, 0-4 |     |     |
| 22. januar | 20:00 | Mexico - Island         | 1−4   | 1-1, 0-0, 0-3 |     |     |
| 24. januar | 13:00 | Tyrkiet - Israel        | 2−6   | 0-1, 1-0, 1-5 |     |     |
| 24. januar | 16:15 | Island - New Zealand    | 5−6   | 0-2, 4-2, 1-2 |     |     |
| 24. januar | 20:00 | Mexico - Sydafrika      | 9−2   | 4-0, 2-1, 3-1 |     |     |

| Hold        | Kampe | V3 | V2 | T1 | T0 | Mål     | Point |
| ----------- | ----- | -- | -- | -- | -- | ------- | ----- |
| Mexico      | 6     | 5  | 0  | 0  | 1  | 124-140 | 15    |
| Bulgarien   | 6     | 4  | 0  | 0  | 2  | 18-13   | 12    |
| New Zealand | 6     | 4  | 0  | 0  | 2  | 129-160 | 12    |
| Israel      | 6     | 3  | 0  | 1  | 2  | 39-23   | 10    |
| Island (N)  | 6     | 2  | 1  | 0  | 3  | 124-210 | 8     |
| Tyrkiet     | 6     | 2  | 0  | 0  | 4  | 120-150 | 6     |
| Sydafrika   | 6     | 0  | 0  | 0  | 6  | 07-59   | 0     |